# Воры как мы (фильм)
«Воры как мы» (англ. Thieves Like Us) — кинофильм режиссёра Роберта Олтмена, вышедший на экраны в 1974 году. Экранизация одноимённого романа Эдварда Андерсона. Лента была номинирована на премию Национального совета кинокритиков США за лучший фильм года.

## Сюжет
Трое преступников, отбывающих пожизненные заключения, бегут из тюрьмы штата Миссисипи: вор Чикамо, грабитель банков Ти-Даб и молодой Боуи, совершивший убийство. Некоторое время они скрываются дома у Ди Мобли, родственника Чикамо. Здесь Боуи знакомится с девушкой по имени Кичи, работающей на автозаправке. Вскоре троица принимается грабить окрестные банки.

## В ролях
- Кит Кэррадайн — Боуи
- Шелли Дюваль — Кичи
- Джон Шак — Чикамо
- Берт Ремсен — Ти-Даб
- Луиза Флетчер — Мэтти
- Энн Латам — Лула
- Том Скерритт — Ди Мобли